# Чекунков, Алексей Олегович
Алексе́й Оле́гович Чекунко́в (род. 3 октября 1980, Минск, Белорусская ССР, СССР) — российский государственный деятель. Министр Российской Федерации по развитию Дальнего Востока и Арктики с 10 ноября 2020 года (и. о. 7—14 мая 2024).
Генеральный директор Фонда развития Дальнего Востока и Арктики с 25 сентября 2014 года.
Из-за вторжения России на Украину, находится под международными санкциями стран Евросоюза, Украины и Швейцарии.

## Биография
Родился 3 октября 1980 года в Минске.

### Образование
Окончил факультет Международных экономических отношений Московского государственного института международных отношений (Университета) МИД России (МГИМО) и магистратуру по специальности Государственное и муниципальное управление Дальневосточного федерального университета (ДВФУ).

### Деятельность
- 2001—2011 — работал на руководящих должностях в секторе прямых инвестиций в России. Управлял крупными проектами международных и российских финансовых организаций (Алроса, Delta Private Equity, Альфа-групп), в том числе на территории Дальнего Востока — в Республике Саха (Якутия) и Хабаровском крае[3] . Возглавлял собственную инвестиционную компанию New Nations Capital (венчурные инвестиции, инвестиционно-банковские услуги)[4].

- 2011—2013 — участвовал в создании, занимал должность директора, члена Правления и члена инвестиционного комитета Российского фонда прямых инвестиций (РФПИ). Отвечал за инвестиции в здравоохранение, энергосбережение, сырьевой сектор, а также за создание Российско-китайского инвестиционного фонда совместно с Китайской инвестиционной корпорацией (CIC)[5].

- 2014—2020 — генеральный директор Фонда развития Дальнего Востока и Арктики (ВЭБ.РФ).

- 10 ноября 2020 года назначен на пост министра по развитию Дальнего Востока и Арктики[6].

В разные годы Алексей Чекунков входил в наблюдательный совет ПАО «АК „АЛРОСА“», совет директоров ПАО «РусГидро» и других компаний.
Член Правительственной комиссии по вопросам социально-экономического развития Дальнего Востока и Государственной комиссии по развитию Арктики.
14 мая 2024 года указом президента России Владимира Путина назначен Министром Российской Федерации по развитию Дальнего Востока и Арктики во втором Правительстве Михаила Мишустина.

## Санкции
25 февраля 2022 года и в середине декабря 2022 года, на фоне вторжения России на Украину, включён в санкционный список Евросоюза за «перемещение украинских граждан на Дальний Восток России», по данным Евросоюза «под его контролем находятся ресурсы дальневосточных регионов России, которые использовались в так называемой „Донецкой народной республике“».
24 февраля 2023 года Госдепом США Чекунков включён в санкционный список лиц, причастных к «осуществлению российских операций и агрессии в отношении Украины, а также к незаконному управлению оккупированными украинскими территориями в интересах РФ».
По аналогичным основаниям находится под санкциями Швейцарии, Украины, Австралии и Новой Зеландии.

## Семья
Отец Олег Фёдорович Чекунков был в 1998—2001 годах чрезвычайным и полномочным послом Белоруссии во Вьетнаме.
Отец родом из донских казаков, мать из семьи дипломатов, бабушка - полька..
Алексей Чекунков женат, есть две дочери.

## Награды
- Медаль «За развитие Сибири и Дальнего Востока» (2023[18])
- Благодарность Председателя Совета Федераций Федерального собрания РФ за большой вклад в развитие Дальневосточного федерального округа и Арктической зоны Российской Федерации (Москва, 12 декабря, 2022)